# جان هومانس
جان هومانس (انگلیسی: John Homans؛ ‏  ۱۸۷۷ – ۱۹۵۴) جراح اهل ایالات متحده آمریکا بود که بابت توصیف نشانه هومانس و ابداع جراحی هومانس شهرت دارد. وی دانش‌آموختهٔ دانشگاه هاروارد و دانشکده پزشکی هاروارد بود و دوران دستیاری پزشکی را در بیمارستان عمومی ماساچوست گذراند و مدتی برای کار به لندن رفت. سپس در سال ۱۹۱۲ به بیمارستان بریگهام و زنان بازگشت و سرانجام در پایان دوران حرفه‌ای خود استاد دانشگاه ییل شد. وی با هاروی ویلیام کوشینگ بر روی تکوین روش‌های هیپوفیزکتومی کار کرد و بعدها مقاله ای منتشر کردند که در آن به رابطهٔ میان هیپوفیز و دستگاه تناسلی اشاره شده بود. او کمی بعد بر روی بیماری سرخرگ محیطی و درمان واریس متمرکز شد و یکی از حامیان بستن سیاهرگ رانی برای جلوگیری از آمبولی ریه بود. وی نشانه هومانس را در سال ۱۹۴۴ تشریح کرد و نخستین نمونه بروز ترومبوز سیاهرگی عمقی در طی پروازهای طولانی را در سال ۱۹۵۴ گزارش کرد.